# Thomas Brisbane

Sir Thomas Makdougall-Brisbane, 1. Baronet

Sir Thomas Makdougall-Brisbane, 1. Baronet (geborener Brisbane, * 23. Juli 1773 in Largs; † 21. Januar 1860 ebenda) war ein schottisch-britischer Offizier und Astronom.

## Familie
Er war der ältere Sohn von Thomas Brisbane († 1812), Gutsherr von Brisbane bei Largs in Ayrshire, und Eleanora Bruce, Tochter des Sir William Bruce, 4. Baronet.
Im November 1819 heiratete er Anna Maria Makdougall, einzige Tochter des Sir Henry Hay-Makdougall, 4. Baronet. Beim Tod seines Schwiegervaters, 1825, ergänzte Brisbane als dessen Erbe seinen Familiennamen von „Brisbane“ zu „Makdougall-Brisbane“. Aus seiner Ehe hatte er zwei Töchter und zwei Söhne, die jedoch alle kinderlos vor ihm starben.

## Ausbildung
Er wurde von Hauslehrern erzogen und studierte an der Universität Edinburgh, wo er unter anderem auch in Astronomie und Mathematik ausgebildet wurde. Er schloss sein Studium als Doktor der Rechtswissenschaften (D.L.L.) ab.

## Dienstzeit in der Armee
1789 trat Brisbane als Offizier der britischen Armee bei, diente in Irland, Flandern, Westindien, Spanien, Südfrankreich und Nordamerika und stieg bis in den Rang eines Lieutenant-General auf.

## Gouverneurszeit
Vom 4. Dezember 1821 bis zum 1. Dezember 1825 war Brisbane Gouverneur von New South Wales. In diesem Zeitraum wurden der Fluss Brisbane River (1823) sowie die Stadt Brisbane (1824) nach ihm benannt.
Als Gouverneur von 1821 war er kompetent, aber Probleme mit seiner Verwaltung in Form von Zivil-Beamten führten dazu, dass er dankbar war, 1825 zu seinem Observatorium zurückzukehren.

## Verdienste in der Astronomie
Zu Brisbanes Hauptinteressen zählte die Astronomie. Er errichtete 1808 ein Observatorium in Ayrshire. Von diesem aus war es ihm möglich, zum Fortschritt auf dem Gebiet der Navigation, der im Laufe der folgenden hundert Jahre stattfand, beizutragen. Als er zum Gouverneur berufen wurde, nahm er alle seine Instrumente sowie die beiden Astronomen Karl Rümker und James Dunlop mit nach New South Wales. Somit konnte er sich in der Zeit, in der Gouverneur Lachlan Macquarie noch im Amt war, verstärkt astronomischen Beobachtungen widmen. Auch das erste gut ausgestattete australische Observatorium in Parramatta, westlich von Sydney, wurde 1822 von ihm gegründet. Im Jahre 1828 wurde ihm die Goldmedaille der Royal Astronomical Society verliehen. 1835 veröffentlichte er The Brisbane Catalogue, einen Sternkatalog, in dem 7.385 Sterne der südlichen Hemisphäre erfasst waren. Das Observatorium in Parramatta war bis 1855 in Betrieb.

## Adelstitel, Orden und Ehrungen
In Anerkennung seiner militärischen Leistungen wurde er am 2. Januar 1815 als Knight Commander des Order of the Bath in den persönlichen Adelsstand erhoben. 1831 wurde er mit dem Großkreuz des Guelphen-Ordens ausgezeichnet. 1836 wurde ihm der erbliche Adelstitel Baronet, of Brisbane in the County of Ayr, verliehen. Am 6. Februar 1837 wurde er zum Knight Grand Cross des Order of the Bath erhoben. 1848 wurde ihm die Keith Medal der Royal Society of Edinburgh verliehen.
1810 wurde er Fellow der Royal Society. Seit 1818 war er korrespondierendes Mitglied der Académie des sciences.
Der Mondkrater Brisbane ist nach ihm benannt. Auch in der Widmung des Asteroiden (5277) Brisbane wird er als Namensgeber der Stadt Brisbane erwähnt. Für herausragende Leistungen in den Physical, Engineering & Informatic Sciences wurde von der Royal Society of Edinburgh bis 2022 an junge Wissenschaftler die Sir Thoms Makdougall Brisbane Medal vergeben.

## Tod
Er starb am 21. Januar 1860 in seinem Anwesen in Largs. Er wurde im dortigen Familienmausoleum Brisbane Aisle bestattet. Da er keine Nachkommen hinterließ, erlosch sein Baronettitel mit seinem Tod.